# Jaime Mora y Aragón

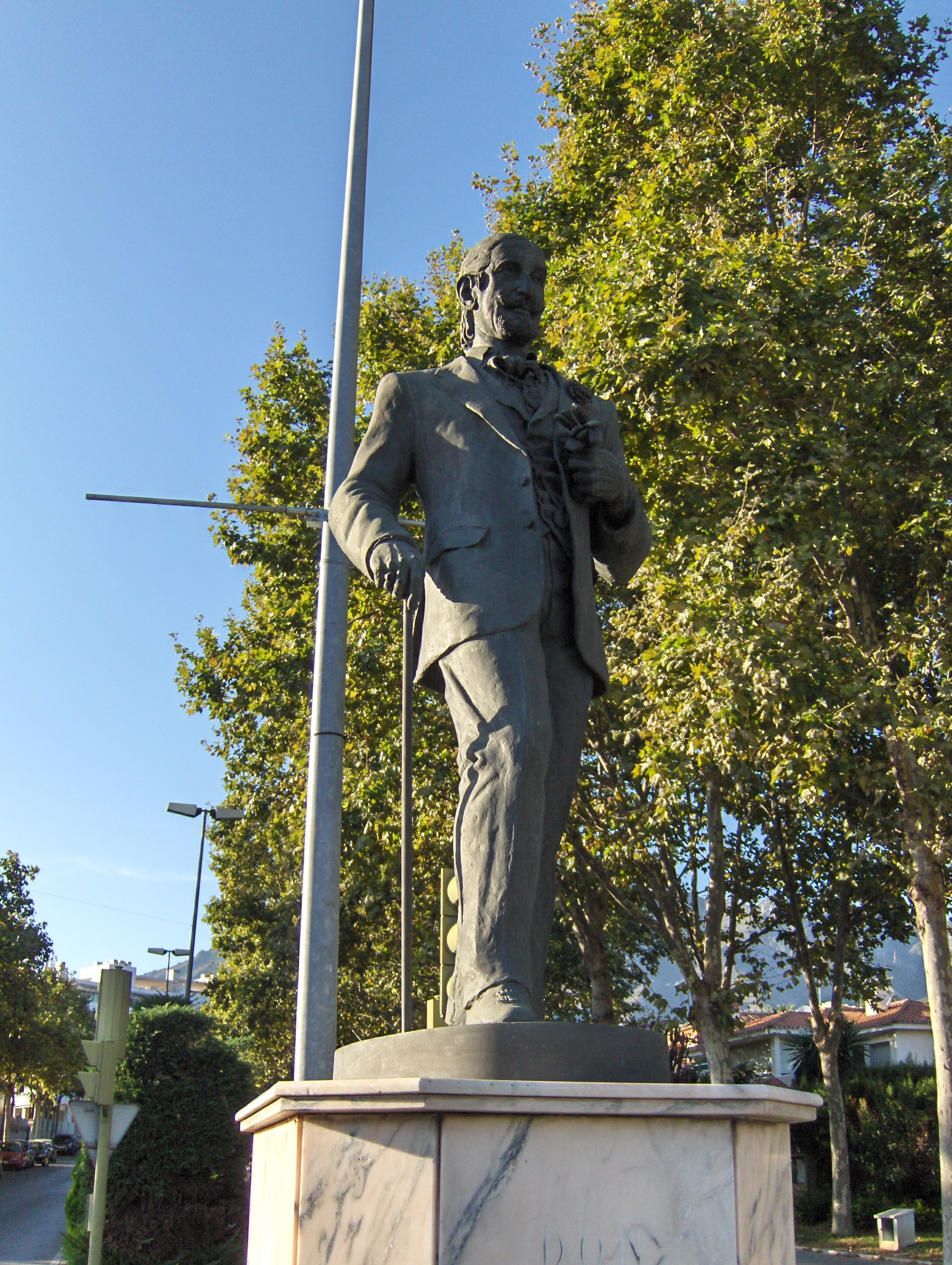
Standbeeld van Jaime Mora y Aragón in Marbella

Don Jaime Mora y Aragón (Madrid, 18 juli 1925 - Marbella, 26 juli 1995) was een Spaans filmacteur en societyfiguur. Hij was de broer van koningin Fabiola van België. De belangstelling die hij in de media genoot, was in grote mate het gevolg van de verwantschap en van het contrast tussen beider levensstijl. Hij was een van de meest bizarre figuren van de decadente internationale jetset.

## Biografie
Mora y Aragón was een zoon van Gonzalo de Mora y Fernández, markies de Casa Riera. Hij studeerde aan verscheidene colleges. Hij probeerde de meest verschillende jobs: taxichauffeur, barpianist, stierenvechter, conferencier en handelsreiziger voor farmaceutische producten. Later werd hij acteur in Spaanse producties. 
Jaime werd begraven in Marbella waar hij in de toeristische sector actief was, terwijl het familiemausoleum zich in Madrid bevindt.
Hij vertolkte een kleine rol in de film La folie des grandeurs van Gérard Oury, naast Louis de Funès en Yves Montand. Als Grande de España was deze rol op hem zeer toepasselijk.